# Il treno della notte
Il treno della notte (Pociąg) è un film del 1959 diretto da Jerzy Kawalerowicz. Il film è stato inserito nella lista dei capolavori del cinema polacco stilata da Martin Scorsese nel 2013.

## Trama
A bordo di un treno notturno diretto da Varsavia a Danzica, tra i viaggiatori diretti verso il Mar Baltico, salgono un medico di nome Jerzy e una giovane donna di nome Marta. I due, per un errore, si ritrovano a occupare la medesima cuccetta. Costretti a dividere lo stesso spazio ristretto, i due iniziano progressivamente a stabilire una confidenza reciproca, condividendo le loro sofferenze e i loro malesseri interiori. Nel frattempo, l'ex fidanzato della donna, Staszek, anch'egli a bordo del treno, tenta di entrare in contatto con lei, mentre altri passeggeri, ciascuno con la propria storia e i propri desideri, si trovano coinvolti nella caccia a un assassino in fuga dalla città e forse salito a bordo. Dopo l'operazione di cattura del fuggitivo, il treno riprende il suo viaggio, e al mattino, giunto a destinazione, ciascun passeggero ritorna alla propria vita.